# Bari Ágoston
Bari Ágoston, született Rosenthal Hugó (Pest, 1872. május 27. – Budapest, 1938. november 18.) gazdaságtörténeti író, szerkesztő és közgazdasági publicista.

## Élete
Rosenthal Adolf biztosítási igazgató és Holczer Teréz (1842–1903) gyermekeként született. 1892-ben kikeresztelkedett és a keresztségben az Ágoston nevet kapta. Tanulmányait a Budapesti Tudományegyetem jogi karán végezte. Pályáját ügyvédként kezdte. 1918-tól 1919-ig a Pester Lloyd közgazdasági szerkesztője volt. Több éven át a lap hasábjain tette közzé a magyar közgazdasági élet egy-egy esztendejének összefoglaló áttekintését. Közgazdasági lapok szerkesztője. 1931 körül a miniszterelnökség sajtóosztály közgazdasági előadójaként működött. Megírta több budapesti bank történetét.
Felesége Mayer Karolina volt, Mayer Ignác és Kuba Mária lánya, akivel 1898. július 18-án Budapesten, az Erzsébetvárosban kötött házasságot.
Gyermekei: Irén (dr. Szabó Imréné), Kamilla (nem ment férjhez), Adolf (házastársa Gömöri Valéria) és Emil (nem nősült meg)